# Simpsonichthys
Simpsonichthys is een geslacht van straalvinnige vissen uit de familie van de killivisjes (Rivulidae).

## Soorten
- Simpsonichthys adornatus Costa, 2000
- Simpsonichthys alternatus (Costa & Brasil, 1994)
- Simpsonichthys antenori (Tulipano, 1973)
- Simpsonichthys auratus Costa & Nielsen, 2000
- Simpsonichthys boitonei Carvalho, 1959
- Simpsonichthys bokermanni (Carvalho & da Cruz, 1987)
- Simpsonichthys brunoi Costa, 2003
- Simpsonichthys carlettoi Costa & Nielsen, 2004
- Simpsonichthys chacoensis (Amato, 1986)
- Simpsonichthys cholopteryx Costa, Moreira & Lima, 2003
- Simpsonichthys constanciae (Myers, 1942)
- Simpsonichthys costai (Lazara, 1991)
- Simpsonichthys delucai Costa, 2003
- Simpsonichthys fasciatus Costa & Brasil, 2006
- Simpsonichthys filamentosus Costa, Barrera & Sarmiento, 1997
- Simpsonichthys flagellatus Costa, 2003
- Simpsonichthys flammeus (Costa, 1989)
- Simpsonichthys flavicaudatus (Costa & Brasil, 1990)
- Simpsonichthys fulminantis (Costa & Brasil, 1993)
- Simpsonichthys ghisolfii Costa, Cyrino & Nielsen, 1996
- Simpsonichthys gibberatus Costa & Brasil, 2006
- Simpsonichthys harmonicus Costa, 2010
- Simpsonichthys hellneri (Berkenkamp, 1993)
- Simpsonichthys igneus Costa, 2000
- Simpsonichthys inaequipinnatus Costa & Brasil, 2008
- Simpsonichthys izecksohni (Da Cruz, 1983)
- Simpsonichthys janaubensis Costa, 2006
- Simpsonichthys longignatus Costa, 2008
- Simpsonichthys macaubensis Costa & Suzart, 2006
- Simpsonichthys magnificus (Costa & Brasil, 1991)
- Simpsonichthys margaritatus Costa, 2012
- Simpsonichthys marginatus Costa & Brasil, 1996
- Simpsonichthys mediopapillatus Costa, 2006
- Simpsonichthys multiradiatus (Costa & Brasil, 1994)
- Simpsonichthys myersi (Carvalho, 1971)
- Simpsonichthys nielseni Costa, 2005
- Simpsonichthys nigromaculatus Costa, 2007
- Simpsonichthys notatus (Costa, Lacerda & Brasil, 1990)
- Simpsonichthys ocellatus Costa, Nielsen & de Luca, 2001
- Simpsonichthys parallelus Costa, 2000
- Simpsonichthys perpendicularis Costa, Nielsen & de Luca, 2001
- Simpsonichthys picturatus Costa, 2000
- Simpsonichthys punctulatus Costa & Brasil, 2007
- Simpsonichthys radiosus Costa & Brasil, 2004
- Simpsonichthys reticulatus Costa & Nielsen, 2003
- Simpsonichthys rosaceus Costa, Nielsen & de Luca, 2001
- Simpsonichthys rufus Costa, Nielsen & de Luca, 2001
- Simpsonichthys santanae (Shibatta & Garavello, 1992)
- Simpsonichthys semiocellatus (Costa & Nielsen, 1997)
- Simpsonichthys similis Costa & Hellner, 1999
- Simpsonichthys stellatus (Costa & Brasil, 1994)
- Simpsonichthys suzarti Costa, 2004
- Simpsonichthys trilineatus (Costa & Brasil, 1994)
- Simpsonichthys virgulatus Costa & Brasil, 2006
- Simpsonichthys zonatus (Costa & Brasil, 1990)